# TV-2 (együttes)
A TV-2 (A Taurus Version 2 rövidítése) egy dán együttes, 1980-81 telén alakultak Aarhusban. A zenekart eredetileg Taurusnak hívták és angol nyelven adtók elő dalaikat. 1978-ban megjelent Whatever Happened To The Sixties c. lemezük. 1981-ben került sor a TV-2-re történő névváltoztatásra, ekkor dánul kezdtek énekelni.  Eleinte new wave-et játszottak, zenéjükre hatással volt a Kraftwerk, a Talking Heads és a dán Kliché együttes, melyben rövid ideig Steffen Brandt is játszott. 1983-ban megjelent Beat című albumukkal találták meg későbbi hangzásvilágukat. Az évek során akusztikus folk pop irányba mozdultak el. 2005-ben De første kærester på månen c. daluk ismét az 1980-as évek new wave hangzását idézte.

## Tagok
- Sven Gaul - dob
- Georg Olesen - basszus
- Steffen Brandt - ének, gitár, billentyűs hangszerek
- Hans Erik Lerchenfeld - gitár

## Albumaik
- Fantastiske Toyota (CBS, 1981)
- Verden er vidunderlig (CBS, 1982)
- Beat (CBS, 1983)
- Nutidens unge (CBS, 1984)
- Rigtige mænd gider ikke høre mere vrøvl (CBS, 1985)
- En dejlig torsdag (CBS, 1987)
- Fri som fuglen (dupla, CBS, 1987)
- Nærmest lykkelig (CBS, 1988)
- Vi bli'r alligevel aldrig voksne (PladeCompagniet, 1990)
- Slaraffenland (PladeCompagniet, 1991)
- De unge år – Greatest Hits (PladeCompagniet, 2 cd, 1992)
- Verdens lykkeligste mand (PladeCompagniet, 1994)
- Kys bruden (EMI/Medley, 1995)
- Yndlingsbabe (EMI/Medley, 1998)
- Verdens Lykkeligste Band – Live 99 (PladeSelskabet, 1999)
- Manden der ønskede sig en havudsigt (PladeSelskabet, 1999)
- Amerika (PladeSelskabet, 2001)
- På kanten af småt brændbart (PladeSelskabet, 2002)
- Hits (PladeSelskabet, 2004)
- De Første Kærester På Månen (PladeSelskabet, 2005)
- For Dig Ku' Jeg Gøre Alting (2007)
- Showtime (2011)
- Det Gode Liv (2015)
- Tæt Trafik I Herning (2018)

## Fordítás
- Ez a szócikk részben vagy egészben  a   TV-2 (band) című angol Wikipédia-szócikk fordításán alapul.  Az eredeti cikk szerkesztőit annak laptörténete sorolja fel. Ez a jelzés csupán a megfogalmazás eredetét és a szerzői jogokat jelzi, nem szolgál a cikkben szereplő információk forrásmegjelöléseként.

## Külső hivatkozások
- A TV-2 hivatalos honlapja